# 크리스F&C
주식회사 크리스F&C(영어: Creas F&C)는 대한민국의 골프웨어 기업으로, 서울특별시 강남구 도곡로 176에 본점을 두고 있다.

## 역사
크리스F&C는 1998년 크리스패션이라는 법인으로 설립되었으며, 1999년 12월에 "핑(PING)"이라는 골프웨어를 런칭하였다.
2016년 11월, 팬텀씨앤에프를 합병 후 2017년 1월부로 현재의 사명인 크리스F&C로 상호를 변경하였다.
2018년 10월 1일, 코스닥 시장에 상장하였다.
2022년 8월 17일, 340억원에 의류 OEM 업체인 국동의 지분 21.82%를 취득하였다.
2023년 11월, SC인베스트로부터 8,000주의 지분을 추가 취득하였다.

## 사업
골프복 분야에서 시작하여 종합 스포츠웨어 기업으로 성장하고 있으며, 백화점, 아울렛, 대리점 직영점, 온라인몰 등에 706개 매장을 보유하고 있다.
수직계열화를 이루고, 인도네시아와 멕시코의 생산설비를 활용해 외주가공비를 절감할 계획이다.

## 내용주
1. ↑  김한흠 각자대표이사는 일신상의 사유로 대표이사직을 사임함 따라서 각자대표 체제에서 단독대표 체제로 변경